# 卜卦占星術
卜卦占星術（Horary Astrology）是占星術的一個古老的分支，它可以讓占星術家用一張由精確時間所畫的星圖來回答問題，也可以看出問卜者對於問題最關心的部分，或是問題何時會發生。問題的答案可能只是簡單的是或否，但通常都會比表面上所見還複雜的多，例如牽涉到問卜者的動機和他們的選擇的時候。
卜卦占星術有一套自己的嚴格規則。例如月亮在星圖中是最重要的，第一宮代表問卜者，還有行星和宮頭之間的角度也比在其他占星術中重要（就算是問題徵象宮的宮主星而已經預先分析過了，也是一樣）。其他卜卦占星術中所使用的關鍵因素還有月交點（月亮軌道和黃道的交點）或是阿拉伯點等。